# Marco Tardelli
Marco Tardelli (* 24. September 1954 in Capanne di Careginne (LU), Italien) ist ein ehemaliger italienischer Fußballspieler und heutiger -trainer.

## Karriere

### Als Spieler
Der Mittelfeldspieler Tardelli begann seine Karriere 1972 beim Pisa SC und ging nach einem Jahr bei der AC Como 1975 zu Juventus Turin. 1977 gewann er mit Juventus den UEFA-Pokal und wurde von Nationaltrainer Enzo Bearzot in den Kader für die Fußball-Weltmeisterschaft 1978 in Argentinien berufen, nachdem er bereits 1976 sein Debüt in der italienischen Nationalmannschaft gegeben hatte. Seit dem WM-Turnier in Argentinien, in dem die italienische Mannschaft Vierte wurde, gehörte Tardelli zum Stamm des Nationalteams. Er spielte bei der Fußball-Europameisterschaft 1980 in Italien und wurde bei der Fußball-Weltmeisterschaft 1982 in Spanien Weltmeister. Im Finale gegen Deutschland erzielte er den Treffer zum 2:0 für Italien in der 69. Minute.
1984 gewann Tardelli mit Juventus den Europapokal der Pokalsieger und 1985 den Europapokal der Landesmeister im Endspiel vom Heysel-Stadion in Brüssel gegen den FC Liverpool. Er hatte damit alle europäischen Pokale gewonnen. Nach diesem Erfolg wechselte er zu Inter Mailand und fuhr ein weiteres Mal mit Italien zur Fußball-Weltmeisterschaft 1986 nach Mexiko. Jedoch schied seine Mannschaft gegen Frankreich im Achtelfinale aus; Tardelli wurde in diesem Turnier nicht mehr von Bearzot eingesetzt. Sein letztes und 81. Länderspiel hatte er 1985 bestritten.
1987 wechselte er von Inter in die Schweizer Liga zum FC St. Gallen, bei dem er 1988 seine Karriere beendete.

### Als Trainer
Als Trainer arbeitete Tardelli unter anderem für den AC Cesena, die italienische U-21-Nationalmannschaft (bis Oktober 2000), Inter Mailand (Oktober 2000 bis Juni 2001) und AS Bari (Dezember 2002 bis November 2003). Von März 2004 bis Oktober 2004 war Tardelli Trainer der ägyptischen Nationalmannschaft.
Von Juli 2006 bis Juni 2007 war er im Vorstand von Juventus Turin für sportliche Belange verantwortlich. Von Februar 2008 bis September 2013 arbeitete er unter Giovanni Trapattoni als Co-Trainer der irischen Nationalmannschaft. Sein und Trappatonis Vertrag wurde nach einer 0:1-Niederlage gegen Österreich einvernehmlich aufgelöst; eine Qualifikation zur WM 2014 in Brasilien war nur noch theoretisch möglich.

## Erfolge

### Als Spieler
Im Verein
- Italienische Meisterschaft: 1976/77, 1977/78, 1980/81, 1981/82, 1983/84
- Coppa Italia: 1978/79, 1982/83
- UEFA-Pokal: 1976/77
- Europapokal der Pokalsieger: 1983/84
- Europapokal der Landesmeister: 1984/85
- UEFA Super Cup: 1984

In der Nationalmannschaft
- Weltmeisterschaft: 1982

### Als Trainer
- Mittelmeerspiele: 1997
- U-21-Europameisterschaft: 2000

## Verweise